# Metin

A játék frissítés közben.
Bordó felirat fent középtájon: „Élvezzétek a Metint!”

A Metin (hangul: 메틴) egy dél-koreai fejlesztésű MMORPG. A koreai honszerver 2000. február 21-én indult, 2011 decemberében pedig elindult a nemzetközi, angol nyelvű kiszolgáló is, de kevesebb mint egy év után, 2012. november 14-én bejelentették a szolgáltatás leállását.
2015. február 25-én az Ymir Entertainment hardverkárosodásról és adatvesztésről számolt be, és emiatt napokig nem is volt elérhető a kiszolgáló.

## Játékvilág
A játékbeli világ két tájegységre osztható: egy hatalmas kontinensre és egy jóval kisebb szigetre. Jelen szócikkben a nemzetközi szerver megnevezéseit használjuk, zárójelben pedig az eredeti koreai helységneveket tüntetjük fel.

### Falvak
- Bellin (벨린마을; Törp kezdőfalu)
- Jeranian (제라니안; Elf kezdőfalu)
- Nagira (나기라; Sent kezdőfalu)
- Noobie Village (초보 마을; Kezdők Falva)

### Vadászmezők
- Lasin Desert (라신 사막)
- Thor Desert (토르 사막)
- Tyota Field (트요타벌판)
- Zenid Grassland (제니드초원)
- Naiphan Territory (나이판 성지)
- Fishing Spot (낚시터)
- Trent Forest (트렌트 숲)
- Chaos Forest (혼돈의 숲)
- Zelkova Forest (귀목의 숲)
- Ghost Island (사령의 섬)
- Death Canyon (죽음의 협곡)
- Garnid Grassland (가니드초원)

### Barlangok
- Chaos Dungeon (혼돈의 던전)
- The Underground of Ghost Island (사령의 섬 지하)
- Flaming Cave (불의 동굴)
- Bellin Mine (벨린광산)
- Pyramid (피라미드)
- Thrown Dungeon (지하던전)

## Fajok
A játékban három emberszerű faj található meg, a sent-ek, az elfek, és a törpök.

### Sent-ek
Kinézetük és tulajdonságaik hasonlít az emberekére. A férfi karakterek számára kardok, míg a nők számára tőrök szolgálnak harci eszközök gyanánt.

### Elfek
Erdők lakói, könnyen felismerhetőek hegyes füleikről. Természeti erők és mágiák nagymesterei, emellett az egyetlen olyan faj, akik íjat tudnak használni.

### Törpök
Alacsony, zömök testalkatú lények, akik messze földön híresek famegmunkálási technikájukról. Egyetlen fegyverük a fejsze.

## Tárgyak
Fegyverek terén elsősorban kardok, tőrök, fejszék, íjak, és botok szerepelnek, amelyeket nem lehet fejleszteni, két kivétellel: A villámkard és a mohóság kardja +0-tól +5-ig fejleszthető. Védelemre a pajzsok mellett harci ruházatok, és páncélok szolgálnak.